# キルミーのベイベー!/ふたりのきもちのほんとのひみつ
「キルミーのベイベー!／ふたりのきもちのほんとのひみつ」は、2012年1月18日にポニーキャニオンからリリースされた両A面シングル。

## 概要
テレビアニメ「キルミーベイベー」のオープニングテーマである「キルミーのベイベー!」と、同じくテレビアニメ「キルミーベイベー」のエンディングテーマである「ふたりのきもちのほんとのひみつ」が収録されており、作中で折部やすなを演じる赤﨑千夏とソーニャを演じる田村睦心が歌っている。
二曲ともにモンドミュージックユニットEXPOが、作詞・作曲などサウンドプロデュースに全面参加しており、また「キルミーのベイベー!」のギター演奏には今堀恒雄、ドラム演奏には佐野康夫が参加している。
3種類の仕様で発売され、【起】・【承】・【転】盤、それぞれに異なったリミックス曲が収録されている。またジャケットも、3枚それぞれ異なったイラストが描かれ、3種類のCDを集めると4コマ漫画ができる仕組みとなっている。（4コマ目の『オチ』は、【転】盤に封入されている。
発売3週目には、累計売上枚数1万枚を記録した。

## 収録曲

### 【起】盤
1. キルミーのベイベー! [2:36]
作詞：藤本功一、作曲・編曲：EXPO
  - テレビアニメ『キルミーベイベー』オープニングテーマ

ロシア民謡を思わせる2ビートのアバンギャルドな楽曲で、サビも変拍子を基調としている[3]。
赤崎は楽曲自体が歌として成立するか疑念を持つ構成である事を明かしている[4]。
田村はソーニャが歌を歌うキャラクターではないため、レコーディングでは苦労したという[4]。
2. ふたりのきもちのほんとのひみつ [2:56]
作詞：藤本功一・松前公高、作曲・編曲：松前公高
  - テレビアニメ『キルミーベイベー』エンディングテーマ

和楽器を駆使した歌謡的風の楽曲で[3]、赤崎も「ムーディーで懐かしい気持ちになる曲」と語っている。なお合い間には宇宙的な箇所も挿入されている[4]。
3. キルミーのベイベー（カラオケ）
4. ふたりのきもちのほんとのひみつ（カラオケ）
5. キルミーのベイベー!のさらにウザいやつ [4:17]
  - リミックス：松前公高
6. ふたりのきもちのほんとのひみつ 骨折篇 [2:35]
  - リアレンジ：EXPO
7. ボーナストラック・CM風ショートコント「思いついてみた!」 [0:32]

### 【承】盤
1. キルミーのベイベー!
2. ふたりのきもちのほんとのひみつ
3. キルミーのベイベー（カラオケ）
4. ふたりのきもちのほんとのひみつ（カラオケ）
5. キルミーのベイベー!のウザくないやつ [2:12]
  - リアレンジ：山口優
6. ふたりのきもちのほんとのひみつ（without MEGANE Mix） [5:05]
  - リミックス：藤本功一
7. ボーナストラック・CM風ショートコント「勝手にしやがるな！」[0:32]

### 【転】盤
1. キルミーのベイベー!
2. ふたりのきもちのほんとのひみつ
3. キルミーのベイベー（カラオケ）
4. ふたりのきもちのほんとのひみつ（カラオケ）
5. キルミーのベイベー!2062
  - リアレンジ：山口優
6. ふたりのきもちのほんとのひみつ iMS-20 for iPad Mix [4:13]
  - リミックス：松前公高
7. ボーナストラック・CM風ショートコント「どうしてこうなった!」 [0:32]